# إفينيوس عرنكي
الأب الأرشمندريت إفينيوس (إفجينيوس) عَرَنْكِي، هو من مواليد مدينة الناصرة، ولد في يوم 1 نيسان/أبريل 1982. كان اسمه العلماني «أديب بن عصام أديب عرنكي».

## الحياة العلمانية
انهى تعليمه الابتدائي في مدينة بيرزيت الفلسطينية، من بعدها انتقل مع اهله مهاجرا إلى مدينة البشارة في العام 1992 ليكمل تعليمه الإعدادي والثانوي فيها. وبعدها التحق للعمل كاتبًا في معهد الفنون والموسيقى لبيت الكاتب التابع لمجلس الرعية الأرثوذكسي - الناصرة. على عهد مديرها السيد كريم شداد بين العامين 2000 و2001. بعدها انتقل للعمل في مكتب النشر والإعلان في بطريركية أورشليم للروم الأرثوذكس بين العامين 2001 و2002، لتكون له خبرة الحياة الروحية التي عاشها مقيما في دير البطريركية العامر بجوار البطريرك آنذاك ايرينيوس الأول المنخلع لاحقا عن منصبه.

## التكوين المعرفي
وما كاد أن ينتهي من خدمته هذه في البطريركية إلا أن متروبوليت الناصرة السيد كيرياكوس قد اشاد بتهذيب سيرته ودماثة اخلاقه، حيث كان يقدم خدمته في ذات الوقت منتقلا بين البطريركية في القدس والمطرانية في الناصرة بان يرسله ببركتة إلى اليونان لينال تعليمه اللاهوتي في الأكاديمية الكنسية العليا في العاصمة اليونانية أثينا، من العام 2002 إلى العام 2008. هناك تعرف على اباء قديسين الذين بفضل محبتهم ومساعدتهم له استطاع أن ينهي تعليمه بامتياز حائزا على شهادته الجامعية من الأكاديمية نفسها، متابعا تعليمه في الجامعة المفتوحة لنيل دورات في علم النفس الداخلي للإنسان، وعلم نفس الإنسان والمحيط، ومواضيع أخرى أيضا منها علم الإنسان والكيان البشري، والفلسسفة النفسية للمخلوق البشري في مجتمع الشرق، وأخرى عديدة.

## الرتب الكنسية
كُرِّس راهبا في تاريخ 4 آب/أغسطس 2009 على يد المتروبوليت ذاماسكيتوس مطران ذيذيموتيخو اوريستياذوس وسوفليو (اسقف ذيافليّاس آنذاك)، والذي احاطه بالكثير من المحبة الابوية والاهتمام الرعائي، وهو نفسه الذي رسمه شماسا انجيليا أيضا في اليوم الذي يليه في كنيسة الثالوث القدوس في كفسيا الجديدة، اثينا. حيث كان يخدم فيها كمساعد للكهنة في السنين التي كان يتلقى تعليمه اللاهوتي فيها.
بعدها التجا ليقيم لتسعة أشهر في مطرانية مدينة ايرابيترا الساحلية في جزيرة كريت، ليخدم مطرانها الذي ببركته اعطى الاذن لرسامته راهبا وشماسا.
وفي صباح يوم عيد القديس ذيميتريوس الصانع العجائب، وفي كنيسة الكاتذرائية الحاملة اسم القديس المختفَل به التابعة لمطرانية كفسيا الجديدة، مع بركة صاحب السيادة متروبوليتها السيد السيد كيريللوس، الذي تقبل عودة الشماس المتوحد افينيوس من كريت إلى كفسيا - اثينا، قام برسامته كاهنا متوحدا وذلك في تاريخ 26 أكتوبر 2010.
وفي تاريخ 14 يوليو 2011 نصب سيادته الأب إفينيوس ارشمندريتا في خدمة صلاة الغروب الاحتفالية بمناسبة عيد اثنين الروح القدس بكنيسة الثالوث القدوس المحتفلة بالعيد.

## النشاط الرعوي
يخدم الأب إفينيوس الآن كراعي ومسؤول في رعية ينبوع السيدة والدة الإله في مدينة ماروسي - اثينا.
شارك الأب افينيوس في العديد من المؤتمرات الأرثوذكسية للشباب في الشرق الأوسط (السينديسموس) في الأردن وقبرص حيث كان عضوا بارزا في حركة الشبيبة الأرثوذكسية ومرشدا لمدارس الأحد في مدينتها، الناصرة.
كتب العديد من المقالات الروحية التي تعني بحياة الإنسان الأرثوذكسي على الأرض، جمعها في كتاب سماه «شذرات روحية» و«عاش فقيرا مات فقيرا».
له نشاطات رعائية في حقل الشباب على شبكة الإنترنت باسم لقاءات روحية التي فيها يجمع الشباب يوميا مصليا ومرشدا اياهم بالصوت على شبكة السكايب. حيث قام بإنشاء العديد من الصفحات التي تحمل اسم لقاءات روحية بكافة فروعها نذكرها:
لـِقَـاءَات رُوحـِـيـَّـــة. الفرع الرئيسي.
لـِقَـاءَات رُوحـِـيـَّـــة - فرع تعلم اللغة اليونانية. حيث يقوم بتعليم الأعضاء المنضوين لهذا الفرع مرتين بالاسبوع من خلال دروس جامعية معتمدة من جامعة الفلسفسة واللغات في اثينا، على برنامج السكايب الصوتي.
لـِقَـاءَات رُوحـِـيـَّـــة - فرع «هـَـــل تـَـعْـلَــــم؟». والذي يقوم على رئاسته ومتابعته بمساعدة آخرين الأخ يعقوب بجالي.
لـِقَـاءَات رُوحـِـيـَّـــة - فرع اليوتيوب. والذي فيه يعمل بمساعدة أشخاص مميزون بعمل الفيديوهات التي تحمل اسم لقاءات روحية، نذكر بعضهم: الأخ وجدي الفرج، والاخت أسماء حداد واخرون.
لـِقَـاءَات رُوحـِـيـَّـــة - الـقِــدِّيـس أَفـرَام الـــسُّـورِي. والذي هو شفيع موقعنا وصفحتنا.
لـِقَـاءَات رُوحـِـيـَّـــة - فرع «السِنكسَار المقدس». والذي تقوم على رئاسته ومتابعته الاخت جولييت طنوس.
لـِقَـاءَات رُوحـِـيـَّـــة - فرع الأناشيد الأرثوذوكــسيَّـة. والذي تقوم على رئاسته ومتابعته بمساعدة آخرين الاخت كيتي خوري.
لـِقَـاءَات رُوحـِـيـَّـــة - فِـرِع قِدِّيسـِي الاَرَاضِي المُقَدَّسَة. والذي انشئ ببركة صاحب السيادة المطران ذيميتريوس خوري الذي اعتنينا بنشر كتابه الذي الفه وطبعه. حيث تقوم على رئاسته ومتابعته بمساعدة آخرين الاخت سوسن برو والتي هي أيضا بمجلس إدارة لقاءات روحية في اطار الإعلان والنشر.
لـِقَـاءَات رُوحـِـيـَّـــة - فرع التفسير الآبائي للعهد الجديد. والذي تقوم على رئاسته ومتابعته بمساعدة آخرين الاخت مريم سلّيط.